# Bulevardul Independenței din Iași
Bulevardul Independenței este una dintre arterele de circulație din centrul Iașiului, făcând legătura între Copou,  Păcurari și Târgul Cucului.

## Istoric
Anterior denumirii de Bulevardul Independenței s-a numit strada Gheorghe Dimitrov, mai înainte strada I.C. Brătianu, iar și mai înainte Ulița Târgului de Sus. Cu ceva ani în urmă exista, pe partea stângă în sensul de mers spre Târgul Cucului, o piață cu același nume. Bulevardul a fost denumit astfel după dezvelirea Statuii Independenței din piața cu același nume.

## Monumente istorice
- Centrul istoric și Curtea Domnească (epoca medievală); bd. Independenței, IS-I-s-A-03504
- Cișmea (1) (1731); bd. Independenței 1, IS-II-m-B-03914.08
- Ansamblul spitalului „Sf. Spiridon” (1756-1758); bd. Independenței 1, IS-II-a-B-03914
- Clinicile chirurgie, Pavilionul 3 (1757); bd. Independenței 1, IS-II-a-B-03914.03
- Cișmea (2) (1765); bd. Independenței 1, IS-II-m-B-03914.09
- Mausoleul Grigore al III lea Ghica Vodă (1777); bd. Independenței 1, IS-IV-m-B-03914.12
- Turn clopotniță (1786); bd. Independenței 1, IS-II-m-B-03914.10
- Zid de incintă (secolul XVIII); bd. Independenței 1, IS-II-m-B-03914.11
- Biserica „Sf. Spiridon” (începutul secolului XIX); bd. Independenței 1, IS-II-a-B-03914.01
- Casa Roset (începutul secolului XIX), azi Muzeul de Istorie Naturală;  bd. Independenței 1, IS-II-m-B-03917
- Muzeul de Istorie Naturală (a doua jumătate a secolului XIX); bd. Independenței 3, IS-II-m-B-03915
- Clinica dermato, endocrine, Pavilionul 4 (1895); bd. Independenței 1, IS-II-a-B-03914.04
- Clinica III medicală, Pavilionul 6 (1895); bd. Independenței 1, IS-II-a-B-03914.06
- Clinica chirurgie I+II, A.T.I. (începutul secolului XX); bd. Independenței 1, IS-II-a-B-03914.02
- Clinica oftalmologică, Pavilionul 5 (1941); bd. Independenței 1, IS-II-a-B-03914.05
- Clinica radiologie, Pavilionul 9 (prima jumătate a secolului XX); bd. Independenței 1, IS-II-a-B-03914.07
- Casa Asigurării Meșteșugurilor (secolul XX); bd. Independenței 6-8, IS-II-m-B-03916
- Monumentul Independenței (1980); Piața Independenței, IS-III-m-B-04313
- Monumentul doctorului Ludwig Russ (secolul XX); bd. Independenței 1, IS-IV-m-B-04356

## Galerie de imagini

Spitalul „Sfântul Spiridon” situat pe Bulevardul Independenței, pe atunci Ulița Târgului de Sus în anul 1845
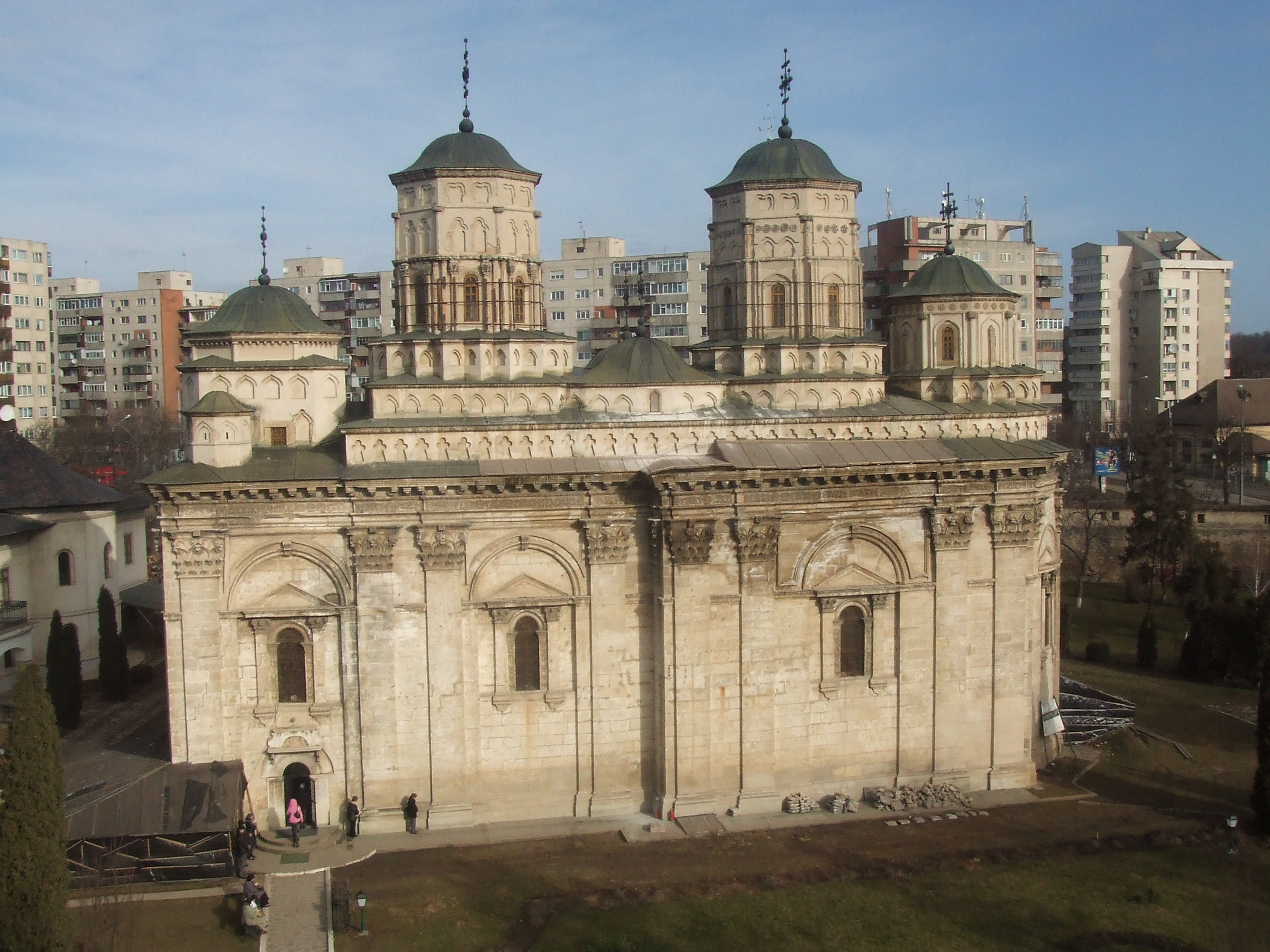
Mănăstirea Golia
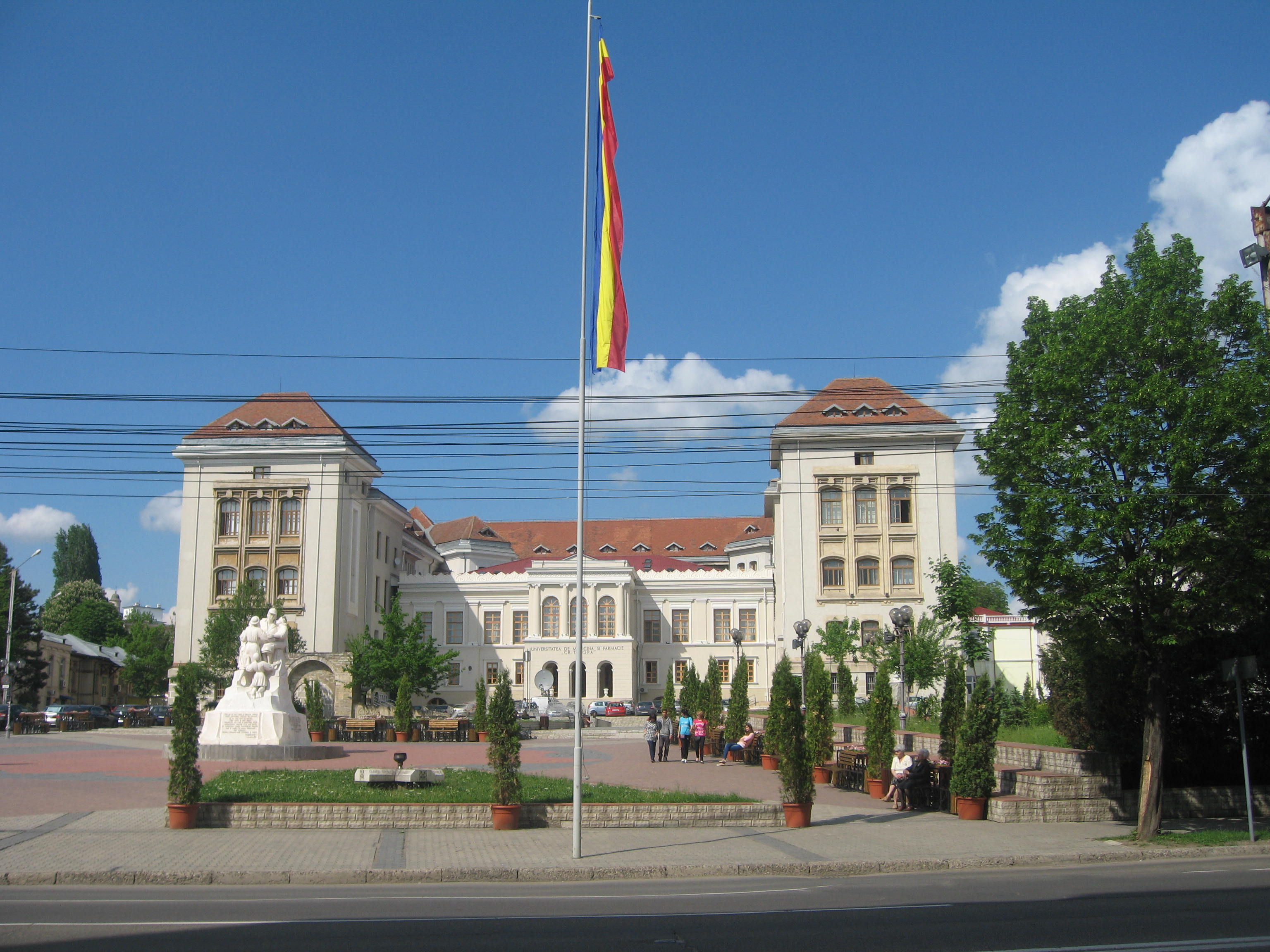
Universitatea de Medicină și Farmacie „Grigore T. Popa”